# Lliga catalana d'hoquei sobre patins femenina 2004-2005
La Lliga catalana d'hoquei sobre patins femenina 2004-05 fou la setzena edició de la competició. Se celebrà des de la tardor del 2004 fins a l'abril de 2005 i fou organitzada per la Federació Catalana de Patinatge. Hi participaren disset clubs. La competició es disputà en dues fases, organitzades en format de fase regular a doble volta. A la primera fase, els equips participants es distribuïren en dos grups i els quatre primers classificats d'ambdós grups accediren a la següent fase. A la segona, els vuit equips disputaren una lliga regular a doble volta, denominada Lliga preferent, amb un total de catorze jornades. La resta d'equips disputaren la fase de descens. El campió i subcampió de la Lliga catalana participaren en el Campionat d'Espanya.
Es proclamà campió el Club Patí Voltregà, que guanyà el seu tercer títol de forma consecutiva. Juntament amb el Centre d'Esports Arenys de Munt, subcampió, es classificaren pel Campionat estatal d'hoquei sobre patins de 2005.

## Clubs participants
- CE Arenys de Munt
- CHP Bigues i Riells
- CH Capellades
- CH Corberà
- Recam CH Caldes
- Girona CH
- Igualada HC
- Jonquerenc
- CH Lloret
- SHUM Maçanet
- CH Mataró
- Noia Freixenet
- HC Palau de Plegamans
- Intereco Salt
- PHC Sant Cugat
- CHP Sant Feliu
- CP Voltregà

## Primera fase
Els clubs participants es distribuïren en dos grups i disputaren una fase regular a doble volta. El CP Voltregà, el CHP Sant Feliu, el PHC Sant Cugat i el Recam Caldes, del grup 1, i l'Igualada HC, el CE Arenys de Munt, l'Intereco Salt i el CHP Bigues i Riells, del grup 2, es classificaren per a disputar la segona fase de la competició, la Lliga Preferent. La resta d'equips disputaren la fase de descens.
|                                       | Equip classificat per la Lliga Preferent |
|                                       | Equip que disputa la Fase de Descens     |
| Nota: Noms dels equips segons l'època |                                          |

| Pos | Equip                 | PJ | PG | PE | PP | GF  | GC | DG   | Pts |
| --- | --------------------- | -- | -- | -- | -- | --- | -- | ---- | --- |
| 1   | CP Voltregà           | 13 | 13 | 0  | 0  | 119 | 15 | +104 | 26  |
| 2   | CHP Sant Feliu        | 12 | 10 | 0  | 2  | 77  | 30 | +47  | 20  |
| 3   | PHC Sant Cugat        | 13 | 9  | 1  | 3  | 60  | 32 | +28  | 19  |
| 4   | Recam Caldes          | 13 | 6  | 2  | 5  | 30  | 45 | −15  | 14  |
| 5   | CH Mataró             | 12 | 6  | 0  | 6  | 26  | 16 | +10  | 12  |
| 6   | HC Palau de Plegamans | 13 | 3  | 1  | 9  | 9   | 48 | −39  | 7   |
| 7   | CH Corberà            | 13 | 1  | 0  | 12 | 17  | 89 | −72  | 2   |
| 8   | Girona CH             | 13 | 1  | 0  | 12 | 14  | 77 | −63  | 2   |

| Pos | Equip               | PJ | PG | PE | PP | GF | GC | DG  | Pts |
| --- | ------------------- | -- | -- | -- | -- | -- | -- | --- | --- |
| 1   | Igualada HC         | 15 | 13 | 1  | 1  | 78 | 22 | +56 | 27  |
| 2   | CE Arenys de Munt   | 14 | 10 | 2  | 2  | 85 | 17 | +68 | 22  |
| 3   | Intereco Salt       | 15 | 9  | 4  | 2  | 43 | 15 | +28 | 22  |
| 4   | CHP Bigues i Riells | 14 | 8  | 3  | 3  | 46 | 27 | +19 | 19  |
| 5   | Noia Freixenet      | 15 | 7  | 0  | 8  | 34 | 39 | −5  | 14  |
| 6   | Jonquerenc          | 15 | 5  | 1  | 9  | 50 | 87 | −37 | 11  |
| 7   | CH Lloret           | 15 | 4  | 1  | 10 | 30 | 58 | −28 | 9   |
| 8   | CH Capellades       | 14 | 2  | 1  | 11 | 37 | 83 | −46 | 5   |
| 9   | SHUM Maçanet        | 15 | 1  | 1  | 13 | 23 | 78 | −55 | 3   |

## Lliga Preferent
El CP Voltregà es proclamà campió de la Lliga catalana 2004-05 amb tretze victòries i un empat. En segona posició, finalitzà el CE Arenys de Munt, amb nou victòries, un empat i quatre derrotes. Ambdós equips es classificaren per a participar en el Campionat estatal d'hoquei sobre patins de 2005, on es proclamà campió el club osonenc.
| Pos | Equip               | PJ | PG | PE | PP | GF | GC | DG  | Pts |  | VOL  | ARE | STF | SCG | IGU | SAL | BIG | CAL |
| --- | ------------------- | -- | -- | -- | -- | -- | -- | --- | --- |  | ---- | --- | --- | --- | --- | --- | --- | --- |
| 1   | CP Voltregà         | 14 | 13 | 1  | 0  | 79 | 19 | +60 | 27  |  | —    |     |     | 9–2 |     | 6–0 | 9–4 | 4–2 |
| 2   | CE Arenys de Munt   | 14 | 9  | 1  | 4  | 41 | 26 | +15 | 19  |  | 2–2  | —   |     | 3–2 |     |     | 7–0 | 4–1 |
| 3   | CHP Sant Feliu      | 14 | 6  | 4  | 4  | 28 | 33 | −5  | 16  |  |      | 5–4 | —   | 2–1 |     | 3–1 | 3–3 |     |
| 4   | PHC Sant Cugat      | 14 | 7  | 1  | 6  | 50 | 53 | −3  | 15  |  | 2–11 |     |     | —   |     |     |     | 9–1 |
| 5   | igualada HC         | 14 | 6  | 2  | 6  | 43 | 39 | +4  | 14  |  | 3–5  |     | 3–3 | 4–3 | —   | 3–1 | 8–2 |     |
| 6   | Intereco Salt       | 14 | 5  | 0  | 9  | 19 | 28 | −9  | 10  |  |      | 1–0 | 0–1 |     |     | —   |     | 5–1 |
| 7   | CHP Bigues i Riells | 14 | 2  | 4  | 8  | 29 | 59 | −30 | 8   |  | 0–7  |     | 0–0 | 3–3 |     | 1–2 | —   |     |
| 8   | CH Caldes           | 14 | 1  | 1  | 12 | 23 | 35 | −12 | 3   |  | 2–5  |     |     | 1–4 | 0–4 | 1–2 |     | —   |

| Lliga catalana d'hoquei sobre patins 2004-05 |
| -------------------------------------------- |
| Club Patí Voltregà Tercer títol              |